# Grave Halloween
Grave Halloween (Brasil: Floresta dos Suicidas ) é um telefilme de terror norte-americano dirigido por Steven R. Monroe e lançado em 2013.